# ブルネイ・スーパーリーグ
ブルネイ・スーパーリーグ（英語: Brunei Super League、マレー語: Liga Super Brunei）またはスポンサー名をとってDSTスーパーリーグ（英語: DST Super League）とは、ブルネイ国内におけるサッカーのトップディビジョンである。

## 概要
チームの能力やインフラを中心とした条件を満たした10チームが現在このリーグで戦っている。また、下位リーグであるブルネイ・プレミアリーグとの入替も実施されている。リーグ戦形式で行われ、勝ち点、得点数、失点数、勝利数の順に結果を利用し順位を決定している。

## 歴史
ブルネイにおけるサッカー大会は1985年から行われており、ブルネイサッカー協会によって管轄されていた。2002年にはブルネイ・プレミアリーグが設立され、2009-10シーズンまで実施されていた。その後、2012年に新たなリーグとしてこのブルネイ・スーパーリーグが誕生し、2012-13シーズンから活動している。

### 参加クラブ(2015シーズン)
- IKLS FC
- インデラSC
- ジェルドンFC
- キラナスFC
- ルン・バワンFC
- MS ABDB（陸軍）
- MS PDB（警察）
- ナジプFC Iチーム
- タブアン・ムダ
- ウィジャヤFC

## 歴代優勝クラブ
| シーズン | 優勝       | 準優勝             | 3位                    |
| -------- | ---------- | ------------------ | ---------------------- |
| 2012-13  | インデラSC | MS ABDB            | マイラ・ユナイテッドFC |
| 2014     | インデラSC | MS ABDB            | ナジプFC               |
| 2015     | MS ABDB    | インデラSC         | ナジプIチーム          |
| 2016     | MS ABDB    | インデラSC         | ウィジャヤFC           |
| 2017-18  | MS ABDB    | コタ・レンジャーFC | インデラSC             |
| 2018-19  | MS ABDB    | カスカFC           | ウィジャヤFC           |

## 選手

### 得点王
| シーズン | 選手                         | クラブ     | 得点数 |
| -------- | ---------------------------- | ---------- | ------ |
| 2012-13  | アズワン・アリ・ラーマン     | インデラSC | 17     |
| 2014     | モハマド・ズルカイリ・ラザリ | インデラSC | 16     |